# Guerra dei tre Enrichi (977-978)

Sacro Romano Impero 972-1032

La guerra dei tre Enrichi fu una breve ribellione di tre principi tedeschi, tutti chiamati Enrico, contro l'imperatore Ottone II nel 977-978.

## Preludio
Nel 973 Ottone II era succeduto a suo padre, l'imperatore Ottone I, senza turbamenti. Tuttavia, come suo padre, dovette far fronte a un'irrequieta nobiltà sassone, ostile nei confronti della consorte "straniera" di Ottone, Teofano, e alle condizioni instabili in Italia culminanti nell'omicidio di papa Benedetto VI nel 974. Ottone tentò ingraziarsi il cugino ottoniano, il duca Enrico II di Baviera, tuttavia questo (non per niente chiamato "il Litigioso") sfidò l'imperatore intronizzando il suo parente della dinastia luitpoldingia Enrico come vescovo di Augusta nel 973 con l'aiuto del duca Burcardo III di Svevia. Ottone dovette approvare l'intronazione; quando però il duca Burcardo III morì nello stesso anno, negò le pretese ereditarie degli Hunfridingi sul ducato, conferendo questo al nipote Ottone I. Questa investitura venne considerata come un affronto da Enrico il Litigioso. Egli quindi strinse un'alleanza con il duca Boleslao II di Boemia e Mieszko I di Polonia, ma scelse di sottomettersi prima che si verificassero conflitti armati.

## La prima ribellione
Temporaneamente incarcerato a Ingelheim, il duca Enrico tornò in Baviera nel 976 e continuò a complottare contro Ottone assieme anche ad altri nobili sassoni come il margravio Gunther di Merseburgo, Ecberto il Guercio e Dedi I di Wettin. Ottone marciò contro la Baviera e occupò la residenza di Enrico a Ratisbona; il duca dovette fuggire alla corte del suo alleato, Boleslao II di Boemia. A Regenburg Ottone dichiarò Enrico deposto e decretò la separazione delle terre carinziane dalla Baviera, circa un terzo del territorio del ducato. Conferì al nipote Ottone I, duca di Svevia dal 973, la Baviera rimasta e conferì al rampollo della dinastia luitpoldingia Enrico il Giovane il nuovo ducato di Carinzia.
Nel giugno del 977 il re Lotario IV sorprese Ottone prendendo, con il suo esercito di quasi ventimila uomini, Aquisgrana. Ottone fuggì a Dortmund per preparare un contrattacco. A settembre Ottone contro-invase il regno dei Franchi Occidentali, catturando Reims, Soissons, Laon e ponendo sotto assedio Parigi. Ma la peste e l'inizio dell'inverno costrinsero Ottone a togliere l'assedio e ritirarsi in Germania. Lotario lo inseguì e distrusse la retroguardia tedesca.

## La guerra dei Tre Enrichi
L'anno successivo il conflitto si intensificò: mentre la truppe dell'imperatore invasero il ducato di Boemia e impose la sottomissione del duca Boleslao II, una nuova cospirazione sorse in Baviera. I cospiratori (il vescovo Enrico I di Augusta, Enrico il Litigioso, deposto di recente, e il duca di Carinzia Enrico il Giovane) ebbero persino il sostegno della Chiesa. L'imperatore Ottone poteva contare sull'appoggio del nipote Ottone I, allora duca di Svevia e di Baviera, e attaccò Passau, dove si erano radunati i ribelli. Finalmente a settembre la città si arrese per merito delle sue tattiche d'assedio, che includevano un ponte di barche. Alla corte di Pasqua del 978, a Magdeburgo, i tre ribelli furono puniti.
Furono banditi entrambi i duchi: Enrico il Litigioso fu incarcerato sotto la custodia del vescovo Folcmaro di Utrecht; Enrico di Carinzia perse il suo ducato a favore del conte salico Ottone di Worms, figlio di Corrado Rosso, ex duca di Lotaringia; venne, inoltre, recluso, anche se gli studiosi non sanno dove. Il vescovo Enrico fu imprigionato nell'abbazia di Werden retta dall'abate Liudolfo di Werden ma rilasciato a luglio. Folcmaro ebbe la custodia, oltre che di Enrico il Litigioso, del conte Ecberto il Guercio. Gisella di Baviera venne mandata in esilio a Merseburgo.
Il risultato principale del conflitto fu la sottomissione completa della Baviera: da quel momento in poi non era più indiscutibilmente più grande dei ducati originari. A differenza di suo padre, Ottone II non fece alcun tentativo di riconciliarsi con il ramo bavarese della sua dinastia: il figlio minore ed erede del duca, Enrico, futuro imperatore, fu inviato al vescovo di Hildesheim per prepararlo ad una carriera ecclesiastica. Enrico il Litigioso non fu rilasciato fino alla morte dell'imperatore nel 983.